# Reinhard Johler
Reinhard Johler (* 12. März 1960 in Alberschwende, Vorarlberg, Österreich) ist ein österreichischer Volkskundler, Sozialanthropologe und Hochschullehrer.

## Leben und Wirken
Reinhard Johler studierte von 1980 bis 1986 Volkskunde, Geschichte und Kulturanthropologie an den Universitäten Wien, Mailand und Cambridge und schloss 1986 als Mag. phil. ab. 1994 wurde er mit der Arbeit Die Formierung eines Brauches zum Dr. phil. promoviert. Ab 1987 war er Universitätsassistent und ab 2002 Assistenzprofessor am Institut für Europäische Ethnologie der Universität Wien. 2002 wurde er als Professor für Empirische Kulturwissenschaft an die Eberhard Karls Universität Tübingen berufen. 2004 bis 2006 war er Prodekan und 2006 bis 2008 Dekan der Fakultät für Sozial- und Verhaltenswissenschaften. Im Jahr 2004 hatte er eine Gastprofessor für Anthropologie und Soziologie am Départment des Sciences Sociales an der École normale supérieure in Paris.
Reinhard Johler war von 2003 bis 2007 mit Silke Göttsch Herausgeber der Zeitschrift für Volkskunde. Beiträge zur Kulturforschung. 2008 bis 2011 war er Vorsitzender der Deutschen Gesellschaft für Volkskunde. Seit 2008 ist er Leiter des Instituts für donauschwäbische Geschichte und Landeskunde in Tübingen und seit 2011 Präsident des Johann Gottfried Herder-Forschungsrates.
Er ist Mitglied des International Advisory Boards der britischen Zeitschrift Folklore, Mitglied des wissenschaftlichen Beirates des Ethnographischen Museums Kittsee, des Donauschwäbischen Zentralmuseums in Ulm und des Steirischen Volkskundemuseums in Graz sowie Kuratoriumsmitglied der Alfred Toepfer Stiftung F. V. S. in Hamburg und der Hochschule für Gestaltung Schwäbisch Gmünd.

## Auszeichnungen
- 2012: Vorarlberger Wissenschaftspreis

## Schriften
Bücher
- Mir parlen Italiano und spreggen Dütsch piano. Italienische Arbeiter in Vorarlberg 1870–1914. Rheticus-Gesellschaft, Feldkirch 1987. 2. Ausgabe 1989.
- Die Formierung eines Brauches. Dissertation. Universität Wien 1994. Institut für Europäische Ethnologie, Wien 2000, ISBN 3-902029-02-1.
- Mir parlen italiano. La costruzione sociale del pregiudizio etnico. Storia dei trentini nel Vorarlberg. Historisches Museum von Trient, Trient 1996, ISBN 88-7197-023-3.
- mit Herbert Nikitsch, Bernhard Tschofen: Schönes Österreich. Heimatschutz zwischen Ästhetik und Ideologie. Begleitbuch zur Sonderausstellung „Schönes Österreich“, 26. Oktober 1995 bis 25. Februar 1996. Österreichisches Museum für Volkskunde, Wien 1995, ISBN 3-900359-65-2.
- mit Herbert Nikitsch, Bernhard Tschofen: Post vom schönen Österreich. Verein für Volkskunde, Wien 1996, ISBN 3-900359-68-7.

Herausgeberschaft
- Südtirol im Auge der Ethnographen. Prokurist, Wien 1991, ISBN 3-901118-07-1.
- Ethnische Symbole und ästhetische Praxis in Europa. Tamás Hofer zum 70. Geburtstag am 21. Dezember 1999. Institut für Volkskunde, Wien 1999, ISBN 3-902029-00-5.
- mit Bernhard Tschofen: Europäische Ethnologie. Studienverlag, Innsbruck 2004, ISBN 3-7065-1981-X.
- Daheim in Europa. Begleitband zur Ausstellung im Haspelturm des Schlosses Hohentübingen vom 6. Mai bis 4. Juli 2004. Projektgruppe Florian Abele. Tübinger Vereinigung für Volkskunde, Tübingen 2004, ISBN 3-932512-29-4.
- Metzingen. Begleitband zur Ausstellung in der Volkshochschule Metzingen-Ermstal vom 12. Juli bis 11. August 2006. Projektgruppe Franziska Battes. Tübinger Vereinigung für Volkskunde, Tübingen 2006, ISBN 3-932512-39-1.
- Europa und seine Fremden. Die Gestaltung kultureller Vielfalt als Herausforderung. Unter Mitarbeit von Klaus Seiberth. Transcript, Bielefeld 2007, ISBN 978-3-89942-368-6.
- mit Bernhard Tschofen: Empirische Kulturwissenschaft. Eine Tübinger Enzyklopädie. Tübinger Vereinigung für Volkskunde, Tübingen 2008, ISBN 978-3-932512-47-6.
- Zwischen Krieg und Frieden. Die Konstruktion des Feindes. Eine deutsch-französische Tagung. Tübinger Vereinigung für Volkskunde, Tübingen 2009, ISBN 978-3-932512-54-4.
- Doing anthropology in wartime and war zones. World War I and the cultural sciences in Europe. Transcript, Bielefeld 2010, ISBN 978-3-8376-1422-0.
- mit Felicia Sparacio: Abfahren, ankommen, Boschler sein. Lebensgeschichten aus der Arbeitswelt Tübinger Vereinigung für Volkskunde, Tübingen 2010, ISBN 978-3-932512-65-0.
- Mobilitäten. Europa in Bewegung als Herausforderung kulturanalytischer Forschung. 37. Kongress der Deutschen Gesellschaft für Volkskunde in Freiburg im Breisgau vom 27. bis 30. September 2009. Waxmann, Münster 2011, ISBN 978-3-8309-2495-1.
- mit Josef Wolf, Christian Glass: Heimatsachen. Donauschwäbische Grüße zum baden-württembergischen Geburtstag. Tübinger Vereinigung für Volkskunde, Tübingen 2012, ISBN 978-3-932512-92-6.
- Where is Europe? Dimensionen und Erfahrungen des neuen Europa. Tübinger Vereinigung für Volkskunde, Tübingen 2013, ISBN 978-3-932512-80-3.
- (Mithrsg.): Kultur_Kultur. Denken. Forschen. Darstellen. 38. Kongress der Deutschen Gesellschaft für Volkskunde in Tübingen vom 21. bis 24. September 2011. Waxmann, Münster 2013, ISBN 978-3-8309-2847-8.
- (Mithrsg.): Out of the tower. Essays on culture and everyday life. Tübinger Vereinigung für Volkskunde, Tübingen 2013, ISBN 978-3-932512-93-3.
- (Mithrsg.): Utz Jeggle: Das Fremde im Eigenen. Beiträge zur Anthropologie des Alltags. Tübinger Vereinigung für Volkskunde, Tübingen 2014, ISBN 978-3-932512-77-3.